# Pomník T. G. Masaryka (Most)
Pomník Tomáše Garrigue Masaryka se nachází poblíž magistrátu v Mostě, v těsném sousedství hotelu Cascade a městského divadla.

## Historie
Dne 27. listopadu 1933 rozhodli představitelé města Most vybudovat pomník Tomáše Garrigue Masaryka. Ustanovený Výbor pro postavení pomníku T. G. Masaryka v Mostě vyzval k přípravným krokům jak místní Sudetské Němce tak i zástupce židovské obce. Bylo osloveno mnoho místních spolků, obcí, ústavů a závodů. Sešlo se také mnoho darů. Bylo pořádáno mnoho různých akcí ve prospěch postavení pomníku. Za tři měsíce se sešlo tolik finančních prostředků, že byla stavba pomníku finančně téměř zabezpečena. Tvorba pomníku byla zadána sochaři Josefu Fojtíkovi, návrh na podstavec vytvořil architekt H. Mayer z Mostu a vlastní sochu odlila firma Barták v Praze. Výroba podstavce byla zadána firmě Burghart z Mostu. Pomník byl slavnostně odhalen dne 28. října 1935 (sešlo se třicet tisíc lidí) a předán tak poprvé veřejnosti. O tři roky později byl dne 27. října 1938 pomník Němci odstraněn a v březnu roku 1940 byla socha roztavena. Po skončení druhé světové války byla podle původního modelu sochaře Josefa Fojtíka odlita nová socha. Její slavnostní odhalení proběhlo v neděli 29. září roku 1946 s mnohem menší publicitou než v roce 1935. V roce 1953 bylo rozhodnuto o likvidaci i této sochy. Její odstranění proběhlo o dva roky později, v roce 1955, kdy putovala do muzea, kde byla uskladněna až do roku 1978. Tehdy byla socha odvezena do Meziboří, kde byla rozřezána na malé kousky. Kov takto získaný se měl použít na památník osvobození, ale tento materiál se ukázal jako nevhodný. Bedny s rozřezanými malými kousky sochy byly převezeny a ukryty v nápravném zařízení v Bělušicích, kde byly po listopadu 1989 objeveny. Následovaly dva neúspěšné pokusy o restauraci sochy, první pokus byl ještě v prosinci 1989, druhý v březnu roku 1992.

## Obnova pomníku

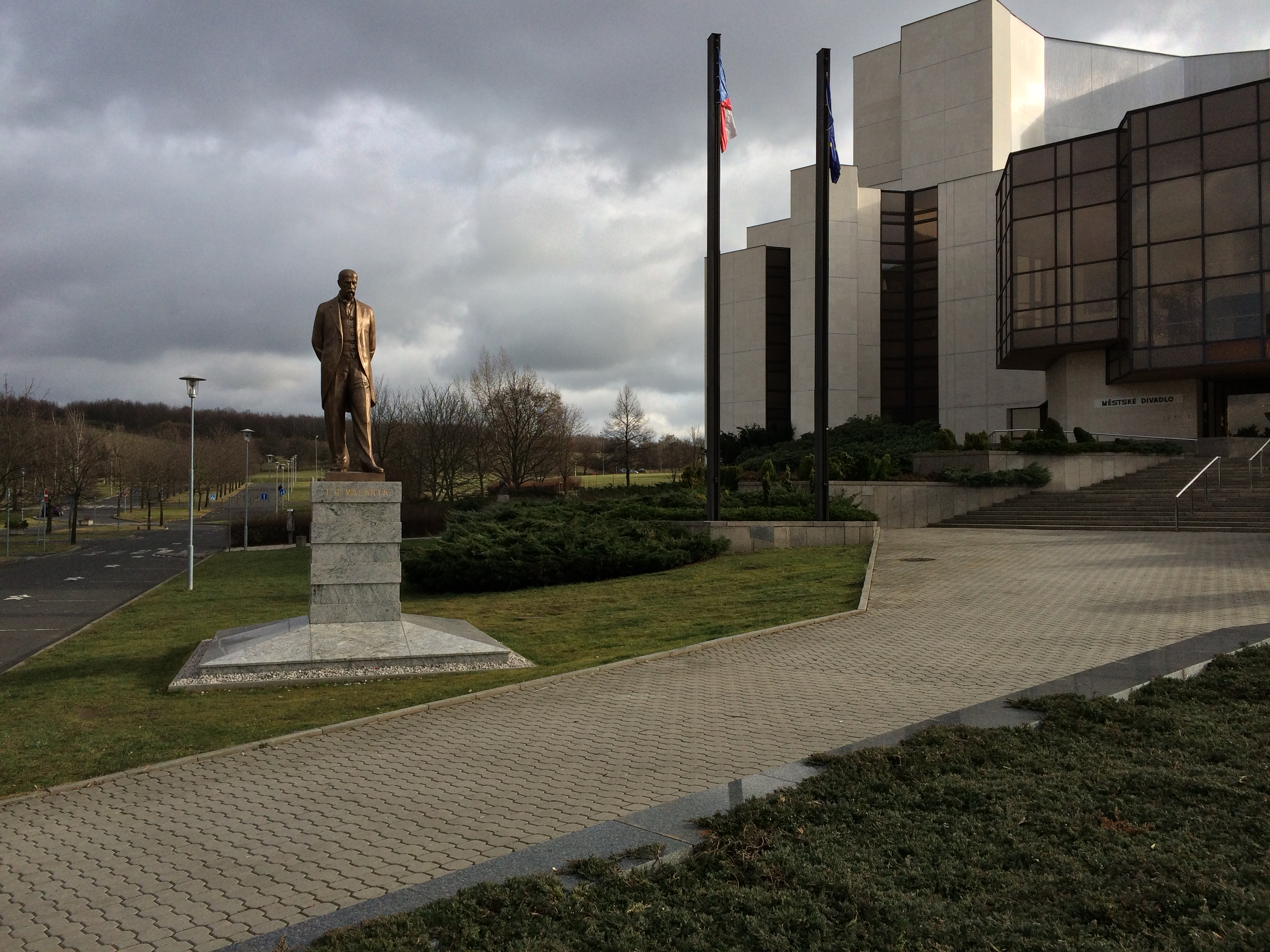
Pomník T. G. Masaryka v Mostě – celkový pohled (rok 2015)

U zrodu myšlenky na obnovu památníku stáli Jaroslav Šindelář mladší, architekt Jan Beran, František Ryba a Václav Valný. Ve veřejné sbírce, která se uskutečnila od konce února 2012 do konce roku 2013, bylo vybráno 837 tisíc Kč, zbytek finančních prostředků poskytlo ze svého rozpočtu město Most. Bronzový pomník T. G. Masaryka byla zrekonstruován celkovým nákladem 1,86 milionu Kč. Podle fragmentů původní sochy zrekonstruovali třímetrovou bronzovou sochu Jaroslav Šindelář mladší a jeho bratranec Ondřej Šindelář. Fragmenty původní sochy dostali v květnu 2012 a na rekonstrukci pracovali až do listopadu 2013, kdy byl jejich sádrový model převezen do slévárny Ještědský bronz v Mníšku u Liberce. Ve středu 23. září 2014 byla socha slavnostně potřetí odhalena na místě poblíž magistrátu, v těsném sousedství hotelu Cascade a městského divadla.
Zrestaurovaná socha T. G. Masaryka není dokonalou replikou. Byla sestavena z 250 mnohdy poničených fragmentů. Při restaurování se vycházelo z fotografické dokumentace a snahou bylo přiblížit se co nejvěrohodněji k původnímu dílu. Restaurátorské práce zahrnovaly shromáždění archivních fotografií původního díla. Zde velkou měrou pomohli i občané města Most. Odlitek hlavy sochy TGM od sochaře Josefa Fojtíka byl nalezen ve vlastnictví rakovnické pobočky České spořitelny. Jednotlivé fragmenty sochy byly postupně očištěny od oxidů, nečistot a byla identifikována jejich pozice. Největší komplikací bylo zjištění, že socha nebyla jen rozřezána, ale byla také na mnoha místech nešetrnou manipulací nebo záměrně deformovaná. Deformace fragmentů silně komplikovala hledání správné polohy jednotlivých dílů. Části sochy pak byly sestavovány do větších celků a postupně se převáděly do sádry. Nakonec bylo celé torzo připevněno na nosnou konstrukci. Nedochované partie díla musely být nahrazeny.